# Orthezia ambrosicola
Orthezia ambrosicola är en insektsart som beskrevs av Morrison 1952. Orthezia ambrosicola ingår i släktet Orthezia och familjen vaxsköldlöss. Inga underarter finns listade i Catalogue of Life.